# ステテコ踊り
ステテコ踊り（ステテコおどり）とは、明治中期に落語家初代三遊亭圓遊が始めたもので、噺が終わったあとに高座で見せた踊りである。当時大変な人気を博した。また、類似の芸を見せる芸人が他にも現れ、それぞれに大変な人気を呼んだ。この記事ではそれもあわせて解説する。

## ステテコ踊りの始まり

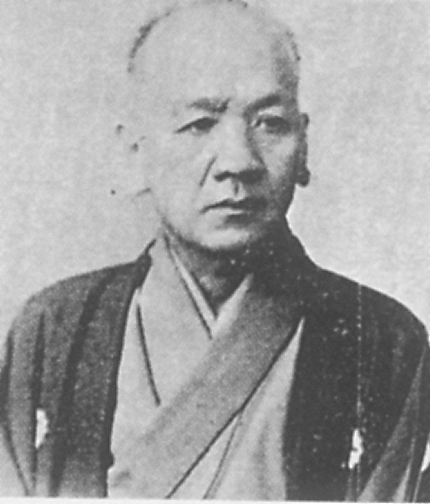
初代 三遊亭圓遊

1880年（明治13年）はコレラ流行の余波で寄席の不況にあった。そんな中、初代三遊亭圓朝門下の二ツ目であった三遊亭圓遊が浅草並木亭で始めたのがステテコ踊りであった。一席を終えるとやおら立ち上がり、尻っぱしょりで半股引を見せ、向こうずねを突き出して踊るものであった。それまで座り踊りと決まっていた噺家のこの仕草は、観客を大いに喜ばせた。
これは彼の完全な創作ではなく、元来は浅草の広小路界隈の物もらいが恵比寿の扮装をして踊って見せたものを幇間の都民中というものが真似たもので、これを初代三遊亭圓馬が高座で踊ったのだという。当時、何とかして売り出そうとしていた圓遊がこれに目をつけ、更に改良して愉快なものに仕立てたものであった。『向こう横町のお稲荷さんへ、一銭あげて、ざっと拝んでお仙の茶屋へ』などの下座の唄に合わせて、ステテコ、ステテコと囃しながら踊るもので、途中では彼の目立って大きかった鼻をちぎっては投げの仕草で観客の大爆笑を誘ったという。
代表的な歌詞としては上記の童歌の他、『あんよを叩いてしっかりおやりよ、そんなこっちゃ、なかなか真打ちにゃなれない、ステテコ、ステテコ、ごろにゃんにゃん』などというものがあった。
また別説では圓朝や圓遊の高座を生で見たことがあり、のちに圓朝の速記を多く残した若林玵蔵の話によると吉原の喜美太夫が踊った「夜桜」を圓朝が覚えそれを三遊一朝から圓遊に伝わった、これを圓遊が紙屑籠をかぶって踊ったのが始まりだとも言われる。
ちなみに圓遊の鼻は彼の看板扱いで、彼のネタには「客からは『圓遊は鼻のおかげで飯を食い』といわれ」「圓遊は鼻から先に生まれたので、第一番に鼻が娑婆の空気に当たってふやけた」などとやっていた由。
なお、半股引のことをステテコと呼ぶのはこの踊りの名が定着してしまったものとされるが、異説もある（ステテコを参照）。

## 同時期の動き
更に同門の三遊亭圓橘（二代目）門下の三遊亭萬橘（初代）が真っ赤な衣装揃えでヘラヘラ踊り、兄妹弟子の橘家圓太郎（四代目）は音曲畑の出で、都々逸やカッポレの合間にラッパを吹き鳴らした。桂文治 (6代目)門下の立川談志（四代目、あるいは二代目とも）は唐土の二十四孝の題材にヒントを取って郭巨の釜掘りというマイムまがいの所作に、「テケレッツのパー」という珍語を振りまく。上記の圓遊とこの3人を合わせて、人呼んで『珍芸四天王』という。このブームは業界を席巻し、4-5年にわたって続いた。そのピークは1881年（明治14年）- 1882年（明治15年）頃である。
圓太郎は音曲師としての芸はさほどではなかったものの愛嬌があり、当時の鉄道馬車で御者が持っていたラッパをプップーと吹き鳴らしながら高座に上がり、「おばあさん、危ないよ」と、これも御者の真似で叫んだりして客の笑いを取った。そのために『ラッパの圓太郎』の異名を取り、後に鉄道馬車の方を圓太郎馬車と呼ぶまでになった。彼は出囃子の替わりにラッパを使ったほか、端唄や都々逸、あるいは枝豆や豆腐売りの真似をする合間にもラッパを吹き、師匠からは『出世の見込み無し』と言われたこともあったのに、圓遊に次ぐ人気者となった。
萬橘は噺のあとに高座で立ち上がり、赤い手ぬぐいで頬っかぶりをし、赤字のセンスを開いて踊った。その時の唄が『ヘラヘラヘッタラヘラヘラヘ、太鼓が鳴ったら賑やかだ、大根（だいこ）が煮えたら柔らかだ……」などと言うもので、この合いの手からヘラヘラ踊りと呼ばれ、彼自身も『ヘラヘラの萬橘』と呼ばれた。
談志は真打ちとしての力量を備えていたが、『郭巨の釜掘り』という珍芸を始めた。これは上記三者に刺激を受けたのだろうともいう。郭巨という男が母に孝行する邪魔になるのでと穴を掘って我が子を埋めようとしたところ、金塊一釜を掘り当てた、という中国の故事は、二十四孝の一つとして当時は寺子屋などで教えられ、みな知っていたものだという。彼の芸はこれにちなんだもので、まず手ぬぐいで後ろ鉢巻きをし、次に座布団を折り曲げて赤子に見立て、これを抱き上げて立ち上がり、「そろそろ始まる郭挙の釜掘り、テケレッツノパァ……アジャラカモクレン、キンチャンカマール、座席喜ぶ、テケレッツノパァ……」などと意味不明の、一部には寄席の符丁などを取り入れた文句を唱えながら高座を歩き回るものだった。これもたいそうな人気を取り、『釜掘り談志』、『テケレッツの談志』などと呼ばれた。彼はまた、唄の中に世相風刺や時事漫談的な内容も折り込み、庶民の声を代弁するものとして大きな人気を博した。
1881年（明治14年）2月には京橋『金沢亭』で『珍芸四天王』が顔を揃えた興行が行われ、人気は更に高まった。当時の東京には170軒ほどの寄席があったが、どこであれ『三遊亭圓遊』の看板を出すだけで満員になったとされ、圓遊は一日で30軒近くの寄席を回り、それぞれ5分ばかり『ステテコ踊り』をしてこなしたともいわれる。

## 評価
明治新時代の大衆芸能の起爆剤となった。この時期は、西南戦争が官軍の勝利に終わり、薩長藩閥政府が地盤を固めた頃に当たる。それによって地方から東京への人口流入が始まったのである。それまでの江戸の観客が好んだような従来の渋みの効いた本格的な芸や人情話では観客を満足させられなくなっており、際物呼ばわりされつつも、このような飛び道具は目新しい目玉商品として新たな観客層にアピールした。つまり、じっくりと噺を聞くよりも、ぱっと見てわかる芸の方が取っつきやすかったと見られる。
圓遊自身はその後は旧来の落語の改作やアレンジに長け、スピード感のあるギャグ、時代風俗の新解釈、斬新な演出などで落語を新しい時代に持ち込み、新たな観客の支持を得た。これらは明治の東京の演芸、近代落語に一つの方向性を示したと言える。
なお、このような珍芸の横行は伝統支持派からは排撃される根拠となり、後の落語研究会発足の一因ともなっている。

## その後
圓遊は明治30年代に珍芸の人気に翳りが見え始めた頃から落語にも本格的に取り組み、上記のようにしっとりとした人情話を本筋とする従来の落語感を改革するような斬新なギャグや時代の風俗を取り入れ、明治の滑稽落語の確立に大きく寄与した。夏目漱石や正岡子規も彼を愛好し、作品中にもステテコ踊りなどを含めて登場する場面がある。1900年（明治33年）に死去。
圓太郎はアイデア噺家として人気を維持し、1898年（明治31年）に54歳で死んだ。
萬橘は『ヘラヘラ踊り』が観客に飽きられてブームが去った後もこれにこだわり続け、人気は下降し、1894年（明治27年）に48歳、肺疾患で死亡。
談志は他の3人より先、1889年（明治22年）に死亡。彼は本格的な噺家としても腕があり、大看板になれるとの評があったことから、桂は彼が珍芸で売れたことを『幸いだったか、不幸だったか』と記している。